# Hypometalla mimetata
Hypometalla mimetata är en fjärilsart som beskrevs av Felder och Alois Friedrich Rogenhofer 1874. Hypometalla mimetata ingår i släktet Hypometalla och familjen mätare. Inga underarter finns listade i Catalogue of Life.